# Happy Days
Happy Days è una situation comedy televisiva statunitense di grande popolarità e successo andata in onda in prima visione negli Stati Uniti d'America dal 15 gennaio 1974 al 24 settembre 1984 sul network TV ABC. La serie, creata da Garry Marshall, presenta una visione idealizzata della vita statunitense a cavallo tra gli anni cinquanta e sessanta.
Il telefilm, ambientato a Milwaukee, è imperniato sulle vicende quotidiane della famiglia Cunningham.

## Trama
La serie narra le vicende di una famiglia borghese degli anni cinquanta e sessanta, che vive nella città di Milwaukee, nel Wisconsin. Vi vengono rappresentati la vita, l'amicizia, l'amore, le feste, il cinema, la cultura, la musica, l'esilarante divertimento e lo stile di vita di quella generazione di adolescenti statunitensi che hanno vissuto il "sogno americano" nella luminosa e prospera epoca degli anni cinquanta (e primi sessanta), quella stessa epoca compresa fra la fine del coinvolgimento statunitense nella guerra di Corea e la vigilia di quello nella guerra del Vietnam. In maniera forse un po' stereotipata, viene presentato il modello dell'American Way of Life nei suoi aspetti più positivi, nelle innumerevoli avventure di Richie, Potsie, Ralph, la guida del gruppo Fonzie, la famiglia Cunningham ed una miriade di altri personaggi che compaiono con l'avanzare della serie.
La famiglia Cunningham è composta da Howard, proprietario di un negozio di ferramenta, da sua moglie Marion, casalinga, e dai figli Charles detto "Chuck", Richard detto "Richie" e Joanie. Il figlio maggiore Chuck appare sporadicamente durante la prima e la seconda stagione (interpretato da due diversi attori), per poi scomparire senza spiegazioni, lasciando solo i due figli minori in età adolescenziale.
Il quadro è completato dai migliori amici di Richie, Ralph Malph e Warren "Potsie" Webber (in particolar modo il secondo avrà dapprima un ruolo maggiore del primo, in quanto sarà identificato nelle prime puntate come il miglior amico" di Richie e inizialmente sarà l'unico dei due a comparire nella sigla iniziale), e soprattutto da Arthur Fonzarelli, detto "Fonzie", meccanico rubacuori con più di un tocco alla James Dean, che all'inizio della terza stagione andrà a vivere in un piccolo appartamento ricavato sopra il garage dei Cunningham. Nato come tipico duro e delinquente giovanile anni cinquanta di poche parole, che avrebbe dovuto avere un ruolo marginale nel telefilm per dare un tocco di realismo maggiore, il personaggio, visto il successo che riscuote presso il pubblico, si trasformerà ben presto quasi in un membro della famiglia Cunningham, che fa da mentore a Richie grazie alla sua maggiore esperienza, prendendo il ruolo che doveva essere del fratello maggiore Chuck.
Nel corso della serie, altri personaggi intrecciano le loro storie con quelle dei protagonisti: fra i più importanti vi sono Arnold e Alfred, che si alternano come proprietari del locale frequentato dai giovani, "Arnold's", e Chachi Arcola, cugino di Fonzie che è innamorato di Joanie.
Dopo la settima stagione, Richie e Ralph lasceranno la serie e faranno la loro comparsa nuovi personaggi, tra cui il principale è Roger Phillips, nipote di Marion, che va ad abitare in casa Cunningham e che prende il posto di Richie come controparte di Fonzie nello svolgimento degli episodi.
L'episodio che chiude la serie vede riunito il cast al completo nel giorno del matrimonio tra Joanie e Chachi, facendo riapparire diversi vecchi personaggi che mancavano da molto tempo, compreso Richie. Il finale è affidato a Howard Cunningham, il cui brindisi riassume col tipico tono nostalgico della serie i buoni sentimenti che l'hanno caratterizzata e termina rivolgendosi direttamente ai telespettatori, ringraziandoli e augurando loro "Happy Days".
Le storie proposte da Happy Days sono in massima parte incentrate sui problemi del passaggio dall'adolescenza alla maturità, più in specifico sui rapporti con se stessi e con l'altro sesso, affrontati comunque con leggerezza e ironia. Sia i coniugi Cunningham che Fonzie, anche se in modo diverso e alle volte opposto, sono per i personaggi più giovani gli esempi, la cui autorevolezza si basa sulla saggezza dell'esperienza.

## Episodi
Nella prima messa in onda negli USA, l'episodio di apertura di alcune stagioni durava il doppio di un episodio normale, ma nelle repliche e nelle edizioni estere questi episodi sono stati divisi e conteggiati come due episodi distinti. Due episodi invece non sono stati trasmessi e sono presenti solo nella versione in DVD.
| Stagione            | Episodi | Prima TV originale | Prima TV Italia |
| ------------------- | ------- | ------------------ | --------------- |
| Prima stagione      | 16      | 1974               | 1977            |
| Seconda stagione    | 23      | 1974-1975          | 1977-1979       |
| Terza stagione      | 24      | 1975-1976          | 1979-1980       |
| Quarta stagione     | 25      | 1976-1977          | 1980-1981       |
| Quinta stagione     | 27      | 1977-1978          | 1980-1981       |
| Sesta stagione      | 27      | 1978-1979          | 1981            |
| Settima stagione    | 25      | 1979-1980          | 1981            |
| Ottava stagione     | 22      | 1980-1981          | 1982            |
| Nona stagione       | 22      | 1981-1982          | 1983            |
| Decima stagione     | 22      | 1982-1983          | 1999            |
| Undicesima stagione | 22      | 1983-1984          | 1987            |

## Cast

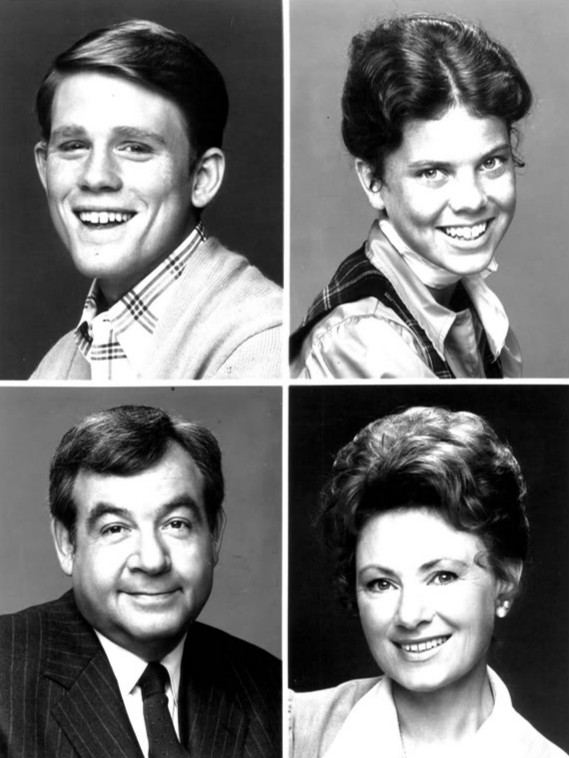
La famiglia Cunningham. Da sinistra: Ron Howard (Richie Cunningham), Erin Moran (Joanie Cunningham). In basso, da sinistra: Tom Bosley (Howard Cunningham), Marion Ross (Marion Cunningham).

### Personaggi principali
- Richard "Richie" Cunningham (stagioni 1-7; guest 11), interpretato da Ron Howard.
Il figlio, studente di liceo. È il protagonista delle prime sette stagioni della serie. Il personaggio fu eliminato dopo che Ron Howard decise di lasciare la serie per seguire la carriera di regista. Nella trama l'uscita di scena di Richie viene giustificata con la partenza per il servizio militare.
- Warren "Potsie" Weber (stagioni 1-11), interpretato da Anson Williams.
Inizialmente figura come migliore amico di Richie di cui risulta essere più sveglio e mondano, ma con il crescere del ruolo di Fonzie diventa sempre più imbranato e tontolone e diventerà amico di Ralph. Si scoprirà però essere un ottimo cantante.
- Marion Cunningham (stagioni 1-11), interpretata da Marion Ross.
La moglie, casalinga. È l'unico personaggio a chiamare Fonzie con il suo vero nome, Arthur.
- Howard Cunningham (stagioni 1-11), interpretato da Tom Bosley.
Il capofamiglia, proprietario di un negozio di ferramenta, Howard frequenta un club di padri di famiglia, "la Loggia del leopardo".[4]
- Arthur Herbert "Fonzie" Fonzarelli (stagioni 2-11; ricorrente 1), interpretato da Henry Winkler.
Nella prima stagione personaggio minore, divenne enormemente popolare ed assunse presto il ruolo di punto focale della serie diventando il miglior amico del protagonista Richie e mettendo in ombra Potsie che inizialmente aveva quel ruolo.
- Ralph Malph (stagioni 2-7; ricorrente 1; guest 11), interpretato da Don Most.
Il "clown" della compagnia. Inizialmente figura ricorrente nella prima stagione, con l'entrata in scena di Fonzie entra in pianta stabile del gruppo per fare "coppia" con Potsie. Ufficialmente uscì dalla serie perché chiamato a prestare servizio militare.
- Joanie "Sottiletta" Cunningham (stagioni 3-9, 11; ricorrente 1-2, 10), interpretata da Erin Moran.
La figlia, chiamata "Sottiletta" (in inglese shortcake) da Fonzie.[5]
- Al Delvecchio (stagioni 6-9; ricorrente 4-5; guest 10-11), interpretato da Al Molinaro.
Secondo proprietario di Arnold's. Sposa la madre di Chachi. Ottimo cuoco, ama suonare un ukulele ma con scarsi risultati.
- Charles "Chachi" Arcola (stagioni 6-9, 11; ricorrente 5, 10), interpretato da Scott Baio.
Cugino di Fonzie. Nell'ultima stagione sposa Joanie.
- Lori Beth Allen (stagioni 8-9; ricorrente 5-7; guest 11), interpretata da Lynda Goodfriend.
Fidanzata e poi moglie di Richie.
- Jenny Piccalo (stagione 10; ricorrente 8-9; guest 11), interpretata da Cathy Silvers.
La migliore amica di Joanie. Spesso menzionata ma mai apparsa nelle prime sette stagioni. Entra come personaggio a partire dall'ottava stagione.
- Roger Phillips (stagioni 10-11; ricorrente 8-9), interpretato da Ted McGinley.
Nipote di Marion. Inserito nella serie dopo che Richie aveva lasciato il cast.
- Ashley Pfister (stagione 10), interpretata da Linda Purl.
Madre divorziata che nella decima stagione è fidanzata con Fonzie.

### Personaggi secondari
- Charles "Chuck" Cunningham (stagioni 1-2), interpretato da Gavan O'Herlihy e da Randolph Roberts.
Nella prima stagione e nella prima puntata della seconda appare anche il figlio maggiore dei Cunningham, Chuck, studente di college e giocatore di basket che vive solo. Uscirà di scena senza alcuna spiegazione ed i protagonisti si comporteranno come se non fosse mai esistito. Questo tipo di scomparsa, utilizzata in altri serial statunitensi, è stata denominata proprio Sindrome di Chuck Cunningham.[6]
- Marsha Simms (stagioni 1-3, 5), interpretata da Beatrice Colen
La cameriera di Arnold's nelle prime due stagioni.
- Mickie Malph (stagioni 1, 3-4, 7), interpretato da Mike Monahan, Alan Oppenheimer e Jack Dodson.
Il padre di Ralph. Nella prima stagione il suo nome era Harry ed era proprietario di un negozio di abiti per signora. Dalla terza stagione il nome cambia in Mickie, di professione ottico optometrista.
- Raymond "Spadino" Fonzarelli (stagioni 2-4), interpretato da Danny Butch
Soprannominato "Spike" nell'originale, è il cugino di Fonzie che però chiama "zio" a causa della differenza d'età.
- Gloria (stagione 2), interpretata da Linda Purl.
Ragazza di Richie in alcuni episodi della seconda stagione.
- Bill Downey (stagione 3), interpretato da Jack Baker.
Il batterista del complesso formato da Richie, Potsie e Ralph. Verrà sostituito da Chachi.
- Matsuo "Arnold" Takahashi (stagioni 3 e 10), interpretato da Pat Morita.
Il primo proprietario del fast food "Arnold's". Tornò nella serie dopo che Al Molinaro l'aveva lasciata.
- Pinky Tuscadero (stagione 4), interpretata da Roz Kelly.
La prima fidanzata regolare di Fonzie, compare durante la quarta stagione.
- Leather Tuscadero (stagioni 5-6), interpretata da Suzi Quatro.
Sorella di Pinky e cantante rock (con precedenti giovanili).
- Luisa Arcola (stagioni 8-11), interpretata da Ellen Travolta.
Madre di Chachi Arcola. Nelle ultime stagioni della serie sposa Al Delvecchio.
- Leopold "Flip" Phillips (stagioni 9-10), interpretato da Billy Warlock.
Fratello di Roger. Appare nella nona e nella decima stagione.
- Krystal "K.C." Cunningham (stagione 10), interpretata da Crystal Bernard.
Nipote di Howard. Appare solo nella decima stagione.
- Heather Pfister (stagione 10), interpretata da Heather O'Rourke.
La figlia di Ashley Pfister. Presente solo nella decima stagione.
- Danny Fonzarelli (stagione 11), interpretato da Danny Ponce.

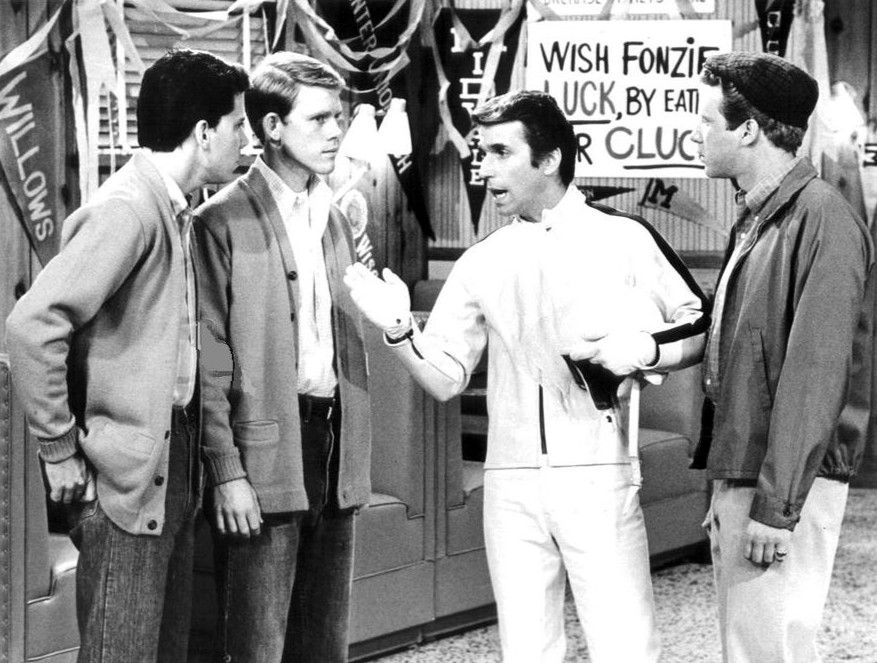
Potsie, Richie, Fonzie e Ralph nel bar di Arnold

Adottato come figlio da Fonzie nell'ultima stagione.

## Colonna sonora
Nel corso della serie e degli episodi si possono ascoltare molte canzoni originali degli anni cinquanta e '60. Ecco una lista, in ordine di introduzione:
1. Rock Around the Clock (Bill Haley & The Comets) 1956 - utilizzata come sigla delle prime due stagioni[7]
2. Splish Splash (Bobby Darin) 1958
3. Hound Dog (Elvis Presley) 1956
4. How High the Moon (Les Paul & Mary Ford) 1951
5. All Shook Up (Elvis Presley) 1957
6. Sh-Boom (The Crew-Cuts) 1954
7. Unforgettable (Nat King Cole) 1954
8. The great pretender (The Platters) 1955
9. Perfidia (The Ventures) 1960
10. See you later, alligator (Bill Haley & The Comets) 1956
11. The White Cloud that cried (Johnnie Ray) 1951
12. Sixteen Tons (Tennessee Ernie Ford) 1955
13. Cry (Johnnie Ray) 1951
14. Wheel of Fortune (Kay Starr) 1952
15. Bye Bye Love (The Everly Brothers) 1956
16. Rock and Roll Waltz (Kay Starr) 1956
17. Lipstick On Your Collar (Connie Francis) 1958
18. Bird dog (The Everly Brothers) 1958
19. Shake, rattle & roll (Bill Haley & The Comets) 1955
20. Mona Lisa (Nat King Cole) 1950
21. Yakety Yak (The Coasters) 1958
22. Que Serà, Serà (Doris Day) 1956
23. Love Me Tender (Elvis Presley) 1956
24. Earth Angel (The Penguins) 1954
25. Wake Up Little Susie (The Everly Brothers) 1957
26. You Send Me (Sam Cooke) 1957
27. Blueberry Hill (Fats Domino) 1956
28. I'm Walking (Fats Domino) 1957
29. Only you (The Platters) 1955
30. Little Darling (The Diamonds) 1957
31. Who's Sorry Now (Connie Francis) 1958
32. All I have to do is dream (The Everly Brothers) 1958
33. Young Blood (The Coasters) 1957
34. Put Your Head on My Shoulder (Paul Anka) 1959
35. Personality (Lloyd Price) 1959
36. Tequila (The Champs) 1958
37. You're Sixteen (Frankie Avalon) 1959
38. Venus (Frankie Avalon) 1959
39. Lollipop (The Chordettes) 1958
40. Smoke gets in your eyes (The Platters) 1958

Le canzoni originali non appartenenti agli anni in cui è ambientato Happy Days, ma composte negli anni '70 per la serie:
1. Happy Days (Charles Fox) 1974 - Sigla originale di Happy Days
2. Deeply (Anson Williams) 1977 - Nell'episodio "Alla Festa Senza Fonzie (Prima Parte)", della quarta stagione

## Spin-off
- Laverne & Shirley: aveva come protagoniste Laverne De Fazio e Shirley Feeney, coinquiline ed entrambe impiegate in una locale fabbrica di birra, già comparse in alcuni episodi di Happy Days come ragazze di Richie e di Fonzie. La serie aveva la stessa ambientazione di Happy Days cioè stessi anni e stessa città, Milwaukee (almeno all'inizio, alla sesta stagione le protagoniste si trasferiscono a Burbank, California). In America ricevette un vastissimo consenso superando la serie madre negli ascolti, arrivando a durare otto stagioni (dal 1976 al 1983 negli USA), raggiungendo per due anni di seguito il primo posto negli ascolti e tanto da generare a sua volta uno spin-off (la serie animata Laverne and Shirley in the Army), mentre in Italia è andata in onda su reti locali ed è molto meno conosciuta.
- Le ragazze di Blansky (Blansky's Beauty): andò in onda per una sola stagione (13 episodi trasmessi in USA nella prima metà del 1977 e in Italia l'anno dopo sul secondo canale). La Blansky del titolo è Nancy Blansky, cugina di Howard Cunningham, proveniente da Las Vegas, che comparve in un episodio di Happy Days mandato in onda una settimana prima del lancio di Le ragazze di Blansky (naturalmente negli Stati Uniti). Nonostante questo la serie non si svolgeva negli stessi anni di Happy Days ma nel presente di allora, cioè nel '77. Nelle serie comparivano Pat Morita e Roz Kelly negli stessi ruoli interpretati in Happy Days, cioè rispettivamente Arnold e Pinky Tuscadero: nonostante sarebbero dovuti essere passati una ventina d'anni dai tempi di Happy days i due recitavano senza trucco che li invecchiasse nella finzione scenica, quindi apparivano identici rispetto a quattro lustri prima. Compariva inoltre Eddie Mekka nel ruolo di Joey DeLuca, cugino di Carmine Ragusa, un personaggio della serie Laverne & Shirley interpretato dallo stesso Mekka. Tra i protagonisti della serie vi erano Lynda Goodfriend e Scott Baio (rispettivamente nei ruoli di Ethel "Sunshine" Akalino e Anthony DeLuca) che dopo la fine della serie confluirono nel cast di Happy Days (rispettivamente come Lori Beth e Chachi) a partire dalla quarta stagione (1977/78). Garry Marshall credeva molto nel progetto e provò a riproporlo l'anno dopo con una nuova serie, Attenti ai ragazzi (Who's Watching the Kids), che riproponeva praticamente la stessa trama, gli stessi personaggi principali (anche se con i nomi cambiati) e gli stessi attori di Le ragazze di Blansky. Per interpretare tale serie la Goodfriend e Baio lasciarono temporaneamente Happy Days ma ben presto vi tornarono (inizio '79) dato che essa, come già Le ragazze di Blansky, fu un insuccesso (una decina di episodi andati in onda nell'autunno del '78 negli USA).
- Mork & Mindy (trasmesso fra il 1978 e il 1982): l'alieno Mork apparve in una puntata di Happy Days.
- Out of the Blue: andata in onda per una sola stagione di nove episodi nell'autunno del 1979. Il protagonista era Random, un angelo custode in prova interpretato da Jimmy Brogan. L'anomalia consiste nel fatto che il personaggio comparve in un episodio di Happy Days ma quando Out of the Blue era già trasmessa e giunta alla seconda puntata. Per questo qualche critico preferisce parlare di un crossover, mentre altri preferiscono considerarlo uno spin-off, basandosi non sulla cronologia della messa in onda ma sulle caratteristiche e il tono dell'episodio di Happy Days che ospita Random (Chachi Sells His Soul, il secondo della settima stagione) ritenuti più consoni a quello di un episodio ideato per dare origine ad uno spin-off, piuttosto che di un crossover.
- Jenny e Chachi: in concomitanza con la decima stagione di Happy days andò in onda lo spin-off Jenny e Chachi (Joanie Loves Chachi in originale) che racconta della vita di coppia dei due mentre cercano di sfondare come musicisti a Chicago. Tra i protagonisti già personaggi di Happy Days in tale serie comparivano anche Louisa Arcola Delvecchio e Alfred Delvecchio, sposatisi nella serie originale. Ebbe scarso successo e fu chiusa dopo due stagioni molto brevi (una di 4 e l'altra di 13 episodi) mandate in onda nella primavera del 1982 e in quella del 1983. I protagonisti ritornarono a recitare in Happy Days nella stagione successiva (l'undicesima e ultima della serie).

## Serie originaria
Love, American Style o New Love, American Style è una serie televisiva in 108 episodi trasmessi per la prima volta nel corso di 5 stagioni dal 1969 al 1974. È una serie televisiva di tipo antologico in cui ogni episodio rappresenta una storia a sé. Molti sono episodi pilota di serie televisive che non avevano superato la fase di test e non erano state prodotte.
La serie generò, con l'episodio 22 della terza stagione (1972), Love and the Happy Days, uno degli episodi pilota rifiutati, la serie di grande successo Happy Days. Esso aveva già tra gli interpreti Ron Howard e Anson Williams nei loro ruoli di Richie e Potsie e Marion Ross nel ruolo di Marion Cunningham, mentre Howard Cunningham era interpretato da Harold Gould, Joanie da Susan Neher e Chuck da Ric Carrott.

## Altri media
Serie animata
Tra il 1980 il 1981 Fonzie e la Happy Days Gang venne creata dalla Hanna-Barbera una serie animata che riguarda a Happy Days vale a dire Fonzie, Richie e Ralph, coinvolti da una ragazza proveniente dal futuro, si ritrovano a viaggiare attraverso una macchina del tempo cercando di ritornare nella Milwaukee del 1957. I protagonisti della serie a cartoni animati sono gli stessi della sitcom.
Musical
Nel 2007 è stato prodotto un musical intitolato Happy Days - A new musical, opera di Garry Marshall con musica e libretto di Paul Williams ed arrangiamenti di John McDaniel; la versione italiana del musical, portato in scena dalla Compagnia della Rancia, è stata diretta dal regista italiano Saverio Marconi.

## Doppiaggio
In Italia la serie è stata doppiata senza le risate in sottofondo; negli U.S.A. invece, le prime due stagioni, girate senza pubblico, utilizzavano le risate registrate mentre, a partire dalla terza stagione, gli episodi sono stati girati come una rappresentazione teatrale, col pubblico in studio e le risate erano quindi reali.

## Impatto culturale
- Coniata dal critico Jon Hein[9], l'espressione "saltare lo squalo" è utilizzata per indicare il momento in cui una serie cinematografica o una serie televisiva inizia ad abbassare il suo livello qualitativo, facendo venir meno la verosimiglianza della storia e l'interesse dei fan. Il termine fu coniato dopo l'episodio di apertura della quinta stagione, Fonzie, un nuovo James Dean? (3ª parte), trasmesso per la prima volta negli Stati Uniti il 20 settembre 1977. In tale episodio, che vede i protagonisti in trasferta a Los Angeles, Arthur Fonzarelli, detto Fonzie, pratica sci nautico indossando un costume da bagno e l'immancabile giacca di pelle e, per dimostrare il suo coraggio, scommette di riuscire a saltare sopra uno squalo[9].
- La "sindrome di Fonzie" è un fenomeno mediatico che indica l'inatteso e non pianificato successo di un personaggio minore di una serie televisiva, una saga cinematografica, un fumetto, un romanzo o un videogioco. Il successo si può quantificare sia in termini di effettivo gradimento del personaggio, sia dalla misura in cui esso riesce a diventare oggetto di attenzione, o finanche di imitazione[10]. Tale fenomeno prende il nome da Arthur "Fonzie" Fonzarelli, in origine personaggio di secondo piano dell'universo narrativo della serie televisiva[11], ma che iniziò a prevalere quando il protagonista della serie, Richie Cunningham, fu via via relegato dagli autori della serie a ruoli di contorno per via del fatto che il suo interprete, l'attore Ron Howard, aveva nel frattempo iniziato la carriera di regista[11].
- Con il termine "sindrome di Chuck Cunningham" si intende, in un'opera televisiva, la scomparsa di un personaggio inizialmente presente, senza che venga fornita alcuna spiegazione.
- Il 19 agosto 2008 la città di Milwaukee (Wisconsin) ha omaggiato il personaggio di Fonzie, dedicandogli una statua in bronzo.[12]